# Kerem Bulut
Kerem Bulut (* 3. Februar 1992 in Sydney, Australien) ist ein australisch-türkischer Fußballspieler.

## Karriere

### KindheitJugend
Kerem Bulut kam 1992 als Sohn türkischer Migranten im australischen Sydney auf die Welt. Hier wurde er von dem Talentförderungprogramm New South Wales Institute of Sport Football (Soccer) Program entdeckt und an die Jugend des Sydney FC vermittelt. Hier spielte er bis 2010 und wechselte anschließend nach Europa in die Jugend vom tschechischen Fußballklub FK Mladá Boleslav.

### Vereinskarriere
2010 wurde er auch am Training der Profimannschaft beteiligt. Er spielte bis zum Frühjahr 2012 für Mladá Boleslav und wechselte anschließend in die türkische Süper Lig zu Eskişehirspor. Bei Eskişehirspor stellte sich heraus, dass Bulut keine doppelte Staatsangehörigkeit besaß und so einen, aktuell nicht frei verfügbaren, Platz im Ausländerkontingent blockieren würde. So entschied die Vereinsführung, ihn bis zum Saisonende an Mladá Boleslav auszuleihen und ihm in der Zwischenzeit die Türkische Staatsbürgerschaft ausstellen zu lassen. Zur Saison 2012/13 kam die Rückkehr zu Eskişehirspor nicht zustande, sodass Bulut wieder zu seinem alten Verein Mladá Boleslav zurückkehrte.
Im Frühjahr 2012/13 wechselte er zum türkischen Erstligisten Akhisarspor. Für die Spielzeit 2013/14 wurde Bulut an den Zweitligisten Karşıyaka SK ausgeliehen.
Im Januar 2017 wurde Bulut vom deutschen Drittligisten SV Wehen Wiesbaden verpflichtet. Dort konnte er sich jedoch nicht durchsetzen und sein Vertrag wurde noch vor Saisonende wieder aufgelöst. In der Sommerpause wechselte er zum türkischen Drittligisten Menemenspor, mit dem er auf Platz zwei der TFF 2. Lig 2017/18 abschloss.

### Nationalmannschaft
Bulut spielte 2008 das erste Mal für die Australische U-17-Nationalmannschaft und spielte später auch für die U-20- und U-23-Auswahl seines Landes. Für die U-17 erzielte er in fünf Begegnungen fünf Treffer und für die U-20 zehn Treffer in 14 Begegnungen.
Mit der australischen U-20 nahm er an der U-19-Fußball-Asienmeisterschaft 2010 teil. Die Mannschaft schaffte es bis ins Finale und unterlag dort der Auswahl Nordkoreas mit 3:2. Bulut wurde mit neun Treffern Torschützenkönig des Turniers. Aufgrund dieser Leistungen wurde er in Australien früh als großes Talent gehandelt.

## Erfolge
- FK Mladá Boleslav:
  - Tschechischer Pokalsieger: 2010/11

- Australische U-20-Nationalmannschaft:
  - Zweiter bei der U-19-Fußball-Asienmeisterschaft: 2010